# Руа, Жан-Пьер
Жан-Пьер Руа (фр. Jean-Pierre Roy, 26 июня 1920, Монреаль, Квебек — 1 ноября 2014, Помпано-Бич, Флорида) — канадский бейсболист, питчер. Выступал в Главной лиге бейсбола в составе «Бруклин Доджерс». Также играл за различные клубы Мексики и Кубы. После завершения карьеры работал теле- и радиокомментатором.

## Биография
Жан-Пьер Руа родился 26 июня 1920 года в Монреале в семье клерка окружного суда Анри Руа. В бейсбол он начал играть во время учёбы в школе-интернате, в 25 милях к северу от города. Во время каникул Жан-Пьер также играл в местных полупрофессиональных командах. Кэтчером в паре с ним играл будущий актёр Жан Дюсепп. В 1939 году, после вступления Канады во Вторую мировую войну, Руа поступил на службу в конную полицию.
В 1940 году Жан-Пьер начал профессиональную бейсбольную карьеру в составе команды «Труа-Ривьер Ренарс». За неё он отыграл два сезона. Зимой 1942/43 годов он стал одним из двух канадских игроков, уехавших играть на Кубу. В сезоне 1943 года Руа выступал за «Рочестер Ред Уингз» и «Сакраменто Солонс». Год он провёл неудачно, а тренер «Рочестера» Пеппер Мартин отмечал, что реализовать свой талант Жан-Пьер не может из-за неправильного отношения к бейсболу. В июне 1944 года из-за конфликта с руководством «Ред Уингз» он покинул команду и уехал в Монреаль. Оставшуюся часть сезона Руа провёл в составе «Монреаль Роялс», а после его завершения перенёс операцию по поводу грыжи. По этой же причине он избежал призыва в армию.
Сезон 1945 года стал для него лучшим в карьере. Руа одержал 25 побед, став лучшим в Международной лиге по этому показателю и установив рекорд команды. Тренеры команды часто задействовали его когда необходимо было сыграть два матча за день, также Жан-Пьер выходил на поле как пинч-хиттера. «Роялс» в том сезоне дошли до финала плей-офф, но в борьбе за Кубок губернатора уступили «Ньюарк Беарс» со счётом 3:4. В этой серии Руа одержал победу в четвёртой игре, но проиграл седьмую, во многом из-за ошибок своих полевых игроков. В сентябре, ещё по ходу плей-офф, его контракт был выкуплен клубом «Бруклин Доджерс».
Межсезонье Жан-Пьер снова провёл на Кубе, выиграв чемпионат в составе «Сьенфуэгос Петролерос». Он попал в поле зрения бизнесмена Бернардо Паскеля, совладельца одного из клубов Мексиканской лиги. В феврале Паскель приехал в лагерь «Доджерс» во Флориде и подарил Руа золотые часы и предложил контракт на 4 000 долларов. Владелец «Бруклина» Бранч Рикки уговорил его остаться в США. Несмотря на ещё одно предложение из Мексики, Жан-Пьер начал сезон в составе «Доджерс».
В Главной лиге бейсбола он дебютировал 5 мая 1946 года, выйдя на замену и отыграв 2/3 иннинга. В качестве стартового питчера Руа впервые вышел на поле 9 мая. Журнал Sporting News писал, что он не любил длительные тренировки и трижды просил руководство клуба отпустить его обратно в «Монреаль», а затем уже сам позвонил Паскелю. «Доджерс» не отпустили его и Жан-Пьер самовольно улетел домой, а оттуда в Мексику. Там он провёл две недели, после чего вернулся назад, заявив что Паскель не выполнил своих обещаний, и раскритиковав условия быта в стране. В середине июня Бранч Рикки всё же согласился отпустить игрока в «Монреаль Роялс». Во второй части чемпионата Руа одержал восемь побед при пяти поражениях с пропускаемостью 5,59, а команда выиграла чемпионат Международной лиги. Зиму он уже традиционно провёл на Кубе. 
В феврале 1947 года новый глава Национальной ассоциации профессиональных бейсбольных лиг Джордж Траутман объявил, что все игроки, подписывавшие контракты с клубами из Мексики, будут дисквалифицированы. В их число попал и Руа. Сезон ему пришлось провести в качестве играющего тренера «Сент-Жан Брэйвз» в независимой Провинциальной лиге. Также он успел попробовать себя в качестве комментатора. В октябре дисквалификация была снята, но «Роялс» почти сразу же обменяли Жан-Пьера в «Мобил Беарс». Играть там он не хотел и, снова проведя межсезонье на Кубе, вернулся в «Брэйвз».
В «Монреаль Роялс» Руа вернулся в начале 1949 года, успел одержать одну победу и потерпеть одно поражение, а затем отправился в «Голливуд Старз» из Лиги Тихоокеанского побережья. В ноябре он подписал контракт с командой «Розабеллс», игравшей в Калифорнийской зимней лиге. Там его партнёрами были Дик Уильямс и Ирв Норен. Следующим его клубом стали «Карта-Вьеха Янкис» из Панамы, в составе которых Руа стал победителем Карибской серии 1950 года. В последующие пять лет он играл за различные команды младших лиг в США, Мексике, Канаде и Доминиканской республике.
Последним днём в его карьере стало 24 июля 1955 года. Во время матчей между «Монреаль Роялс» и «Гавана Шугар Кингз», Руа с 11 утра до 17 часов 45 минут в буллпене выполнил 2 835 подач. Одним из кэтчеров во время этого выступления был выдающийся хоккейный вратарь Жак Плант.
В 1956 году Жан-Пьер недолго комментировал игры «Монреаля», а затем на десять лет уехал в Лас-Вегас, где занимался различными видами деятельности — от крупье до агента по продаже недвижимости. В Канаду он вернулся только в 1968 году по приглашению Джона Макхейла, генерального менеджера «Монреаль Экспос», готовившихся к дебюту в Главной лиге бейсбола. Руа комментировал матчи на радио и телевидении, способствовал росту продаж билетов на игры. После ухода с телевидения он также работал в офисе «Экспос». На пенсию Жан-Пьер вышел в середине 1990-х годов. Он был очень огорчён переездом команды в Вашингтон в 2004 году, считая что руководство города должно было раньше заняться вопросом обновления стадиона.
Жан-Пьер Руа скончался 1 ноября 2014 года в своём летнем доме в Помпано-Бич.